# МЭСМ
МЭСМ (Малая электронная счётная машина) — одна из первых в СССР и континентальной Европе электронно-вычислительных машин. Разрабатывалась лабораторией С. А. Лебедева (на базе киевского Института электротехники АН УССР, позднее — Института электродинамики АН УССР) с конца 1948 года.
Первоначально МЭСМ задумывалась как макет или модель Большой электронной счётной машины (БЭСМ), первое время буква «М» в названии означала «модель». Работа над машиной носила исследовательский характер, в целях экспериментальной проверки принципов построения универсальных цифровых ЭВМ. После того, как машина доказала пригодность для решения реальных задач, она была переименована в «Малую электронную счётную машину».
Элементы арифметического узла с логическими схемами, которые обеспечивали выполнение арифметических и логических операций были отработаны на макете, изготовленным в июне 1950 года, который показал работоспособность и надёжность к августу 1950 года. Первую программу для проверки работы циклических алгоритмов (вычисление факториала) машина успешно выполнила 4 августа 1950 года.

## История создания и эксплуатации
К концу 1949 года разработана архитектура машины, а также принципиальные схемы отдельных блоков.
В 1950 году машина была смонтирована в двухэтажном здании бывшего общежития женского монастыря в Феофании (под Киевом), где до Великой Отечественной войны размещалась психиатрическая лечебница.
6 ноября 1950 года — выполнен второй пробный пуск машины, в ходе которого решалась задача:
{\displaystyle \left\{{\begin{array}{lcl}y''+y&=&0\\y(0)&=&0\\y(\pi )&=&0\end{array}}\right.}
4 января 1951 года — решены первые задачи: вычисление суммы ряда факториалов нечётных чисел и возведение в степень чисел с дробью.
25 декабря 1951 года — принята в эксплуатацию государственной комиссией АН СССР во главе с академиком М. В. Келдышем.
12 января 1952 года лабораторией методов вычислений и расчётов (при Институте математики АН УCСР), руководимой Е. Л. Ющенко, начата регулярная эксплуатация МЭСМ.
В конце 1954 года лаборатория вычислительной техники была передана в Институт математики АН УCСР и слита с лабораторией методов вычислений и расчётов, которую возглавлял Б. В. Гнеденко.

### Эксплуатация МЭСМ
В 1952—1953 годах на МЭСМ были решены следующие задачи (цитата из воспоминаний Е. Л. Ющенко):
- составление таблиц для статистического приёмочного контроля (постановка задачи Б. В. Гнеденко, исполнитель Е. Л. Ющенко);
- динамические задачи теории упругости (постановка задачи А. И. Ишлинского, исполнитель А. А. Ющенко);
- выбор оптимальных параметров шахтных канатов (постановка задачи Г. И. Савина и А. И. Ишлинского, исполнитель А. А. Ющенко);
- определение областей устойчивости электроэнергосистем, в частности, Куйбышевской ГЭС (постановка задачи Л. В. Цукерника, исполнители В. С. Королюк, Е. Л. Ющенко);
- расчёт тепловых напряжений строительных конструкций (постановка задачи А. Д. Коваленко, исполнитель Е. Л. Ющенко);
- обработка геодезических наблюдений (постановка задачи Н. И. Якубецкой, исполнитель Е. Л. Ющенко);
- расчёт задач синтеза аммиака (исполнители Е. Л. Ющенко и Л. Н. Иваненко);
- оценка объёмов земляных работ при проектировании автодорог (постановка задачи А. К. Хавкина, Киевский автодорожный институт; исполнители Е. Л. Ющенко, Л. Н. Иваненко, А. М. Сибирко).

Задачи, решаемые на МЭСМ:
- оптимизация прокладки магистральных высоковольтных линий электропередач, в частности: Куйбышевская ГЭС — Москва (Е. Л. Ющенко) — с 1952 г.;
- внешняя баллистика (с 1952 по 1957 г.), поставлена М. В. Келдышем, в разработке методов решения принимали участие Ю. А. Митропольский и его ученик А. А. Ющенко, программы расчёта составлялись Е. Л. Ющенко в сотрудничестве с известными московскими учёными и программистами М. Р. Шурой-Бурой и Ю. Д. Шмыглевским;
- нелинейная механика (Ю. А. Митропольский, исполнитель А. А. Ющенко, программирование Е. Л. Ющенко);
- расчёт тепловых напряжений строительных конструкций (постановка А. Д. Коваленко, Институт механики АН УССР, программирование Е. Л. Ющенко).

В 1954 году для МЭСМ Е. Л. Ющенко разработала экспериментальную программирующую программу, составляющую по простым арифметическим выражениям программы в машинных кодах, которые вычисляют их значение. При разработке этой программы был приобретён опыт, который использован при реализации компиляторов Адресного языка программирования.
Машина эксплуатировалась до 1957 года, после чего была передана в Киевский политехнический институт для учебных целей. В 1959 году МЭСМ демонтировали: «Машину разрезали на куски, организовали ряд стендов, а потом… выбросили» — вспоминал Б. Н. Малиновский. Несколько оставшихся от МЭСМ электронных ламп и других компонентов хранятся в Фонде истории и развития компьютерной науки и техники при Киевском доме учёных НАН Украины.

## Характеристики ЭВМ
- арифметическое устройство: универсальное, параллельного действия, на триггерных ячейках;
- представление чисел: двоичное, с фиксированной запятой, 16 двоичных разрядов на число, плюс один разряд на знак;
- система команд: трёхадресная, 20 двоичных разрядов на команду. Первые 4 разряда — код операции, следующие 5 — адрес первого операнда, ещё 5 — адрес второго операнда, и последние 6 — адрес для результата операции. В некоторых случаях (в командах сравнения или, что то же самое — условного перехода) третий адрес использовался в качестве адреса следующей команды. Операции: сложение, вычитание, умножение, деление, сдвиг, сравнение с учётом знака (как часть команды условного перехода), сравнение по абсолютной величине (как часть команды условного перехода), передача управления (безусловный переход), передача чисел с магнитного барабана и обратно, команда сложения команд (для работы с элементами массивов)[8], остановка;
- оперативная память: на триггерных ячейках, для данных — на 31 число, для команд — на 63 команды[10];
- постоянная память: штекерная, для данных — на 31 число, для команд — на 63 команды;
- тактовая частота: 5 кГц;
- быстродействие: 50 операций в секунду[10] (полное время одного цикла составляет 17,6 мс; операция деления занимает от 17,6 до 20,8 мс);
- количество электровакуумных ламп: 6000 (около 3500 триодов и 2500 диодов);
- занимаемая площадь: 60 м²;
- потребляемая мощность: около 25 кВт.

Данные и программы считывались с перфокарт, перфолент или набирались с помощью штекерного коммутатора. Также использовался магнитный барабан, хранящий до 5000 кодов чисел или команд. Для вывода использовались: фотокамеры для получения данных на фотоплёнке или фотобумаге; перфорирующие устройства (с 1953 г.) и электромеханическое печатающее устройство (с конца 1953 г.).